# Шелудьково (Московская область)
Шелудьково — деревня в Волоколамском районе Московской области России. Входит в состав городского поселения Сычёво. Население — 0 чел. (2010).

## География
Деревня Шелудьково расположена на западе Московской области, в восточной части Волоколамского района, на границе с Рузским районом, у Новорижского шоссе (автодорога «Балтия» М9), примерно в 20 км к востоку от центра города Волоколамска. Ближайшие населённые пункты — деревни Федюково и Высоково.

## Население
| 1852 | 1859 | 1926 | 2002 | 2006 | 2010 |
| ---- | ---- | ---- | ---- | ---- | ---- |
| 93   | ↗100 | ↗130 | ↘2   | →2   | ↘0   |

## История
В «Списке населённых мест» 1862 года Шелудьково — казённая деревня 2-го стана Волоколамского уезда Московской губернии по правую сторону почтового Московского тракта (из Волоколамска), в 19 верстах от уездного города, при безымянной речке, с 15 дворами и 100 жителями (48 мужчин, 52 женщины).
По данным на 1890 год входила в состав Аннинской волости Волоколамского уезда, число душ мужского пола составляло 51 человек.
В 1913 году — 24 двора.
По материалам Всесоюзной переписи населения 1926 года — деревня Федюковского сельсовета Аннинской волости, проживало 130 жителей (55 мужчин, 75 женщин), насчитывалось 27 крестьянских хозяйств.
С 1929 года — населённый пункт в составе Волоколамского района Московского округа Московской области. Постановлением ЦИК и СНК от 23 июля 1930 года округа как административно-территориальные единицы были ликвидированы.
1929—1954 гг. — деревня Язвищевского сельсовета Волоколамского района.
1954—1963 гг. — деревня Чисменского сельсовета Волоколамского района.
1963—1965 гг. — деревня Чисменского сельсовета Волоколамского укрупнённого сельского района.
1965—1994 гг. — деревня Чисменского сельсовета Волоколамского района.
В 1994 году Московской областной думой было утверждено положение о местном самоуправлении в Московской области, сельские советы как административно-территориальные единицы были преобразованы в сельские округа.
1994—2006 гг. — деревня Чисменского сельского округа Волоколамского района.
С 2006 года — деревня городского поселения Сычёво Волоколамского муниципального района Московской области.

## Достопримечательности
У деревни Шелудьково находится гоночная трасса Moscow Raceway, принимающая такие соревнования как WTCC, DTM, Мировая серия Рено (WSR). Официальная церемония открытия трассы состоялась 15 июля 2012 года.